# Calírroe (satélite)
Calírroe (en griego Καλλιρρόη Kallirrói), o  Júpiter XVII , es uno de los llamados satélites ultraperiféricos de Júpiter.
Fue descubierto por Spacewatch el 6 de octubre de 1999 y designado originalmente como un asteroide ( 1999 UX  18 ). Tim Spahr descubrió que se encontraban en órbita alrededor de Júpiter el 18 de julio de 2000 y, a continuación, le fue dada la designación S/1999 J 1 .
Calírroe tiene alrededor de 8,6 kilómetros de diámetro, y orbita a Júpiter a una distancia media de 24,3560 millones de kilómetros, tomándole una rotación 776,5430 días, con una inclinación de 141 ° a la eclíptica (140 ° del ecuador de Júpiter), En una dirección retrógrada y con una excentricidad de 0.264. Fue nombrado en octubre de 2002 como Calírroe, hija del dios río Aqueloo, una de las muchas conquistas de Zeus (Júpiter). Pertenece al grupo de Pasífae, de satélites irregulares en órbita alrededor de Júpiter en órbitas retrógradas y en distancias que oscilan entre los 22,8 y 24,1 millones de km.